# Xã Monument, Quận Logan, Kansas
Xã Monument (tiếng Anh: Monument Township) là một xã thuộc quận Logan, tiểu bang Kansas, Hoa Kỳ. Năm 2010, dân số của xã này là 141 người.